# Episodi de L'albero delle mele (seconda stagione)
La seconda stagione della sitcom L'albero delle mele è stata trasmessa negli Stati Uniti dal 19 novembre 1980 al 25 marzo 1981. Il cast principale è ridotto alla signora Garrett e a quattro ragazze: Blair, Tootie, Natalie e Jo, una nuova studentessa interpretata da Nancy McKeon.
| N° | Titolo originale         | Titolo italiano                     | Prima TV USA     | Prima TV Italia  |
| -- | ------------------------ | ----------------------------------- | ---------------- | ---------------- |
| 1  | The New Girl: Part 1     | La nuova ragazza: Parte 1           | 19 novembre 1980 | 20 dicembre 1983 |
| 2  | The New Girl: Part 2     | La nuova ragazza: Parte 2           | 26 novembre 1980 | 21 dicembre 1983 |
| 3  | Double Standard          | Secondi fini                        | 10 dicembre 1980 | 22 dicembre 1983 |
| 4  | Who Am I?                | Tootie s'innamora                   | 17 dicembre 1980 | 27 dicembre 1983 |
| 5  | Cousin Geri              | La cugina Geri                      | 24 dicembre 1980 | 28 dicembre 1983 |
| 6  | Shoplifting              | Il compleanno della signora Garrett | 31 dicembre 1980 | 29 dicembre 1983 |
| 7  | Teenage Marriage: Part 1 | Matrimonio adolescenziale: Parte 1  | 7 gennaio 1981   | 2 gennaio 1984   |
| 8  | Teenage Marriage: Part 2 | Matrimonio adolescenziale: Parte 2  | 14 gennaio 1981  | 3 gennaio 1984   |
| 9  | Gossip                   | Falsi pettegolezzi                  | 21 gennaio 1981  | 4 gennaio 1984   |
| 10 | Breaking Point           | Punto di rottura                    | 28 gennaio 1981  | 5 gennaio 1984   |
| 11 | Sex Symbol               | Natalie sex symbol                  | 4 febbraio 1981  | 6 gennaio 1984   |
| 12 | The Secret               | Il padre di Jo                      | 25 febbraio 1981 | 9 gennaio 1984   |
| 13 | Bought and Sold          | Comprato e venduto                  | 4 marzo 1981     | 10 gennaio 1984  |
| 14 | Pretty Babies            | Strane sessioni fotografiche        | 11 marzo 1981    | 11 gennaio 1984  |
| 15 | Free Spirit              | Spirito libero                      | 18 marzo 1981    | 12 gennaio 1984  |
| 16 | Brian and Sylvia         | Brian e Sylvia                      | 25 marzo 1981    | 13 gennaio 1984  |

## La nuova ragazza: Parte 1
- Titolo originale: The New Girl: Part 1
- Diretto da: Bob Claver
- Scritto da: Jerry Mayer

### Trama
Una nuova studentessa, Jo Polniaczek, arriva a Eastland e la signora Garrett, promossa a dietologa della scuola, cerca di farle fare amicizia con Blair. Jo vuole fare un gesto da ribelle e sfida le ragazze a sostenerla. Le quattro rubano il furgone della scuola e accedono a un locale con documenti falsi ma vengono scoperte da un agente sotto copertura.
- Guest stars: Gary Coleman (Arnold Jackson), Peter Fox (Agente Barry Shuler) e Reb Brown (Guardia).

## La nuova ragazza: Parte 2
- Titolo originale: The New Girl: Part 2
- Diretto da: Bob Claver
- Scritto da: Jack Elinson

### Trama
Dopo aver distrutto il furgone della scuola ed essere state rinchiuse in prigione, le ragazze vengono messe alla scelta. Dovranno lavorare nella mensa con la signora Garrett per pagare i danni causati oppure saranno espulse da Eastland.
- Guest stars: Molly Ringwald (Molly Parker), Hugh Gillin (Howard), Amy Gibson (Margo), Bunny Summers (Guardia), Susie Goddard (Prigioniera) e René Lampart (Ragazzo).

## Secondi fini
- Titolo originale: Double Standard
- Diretto da: Asaad Kelada
- Scritto da: Linda Marsh e Margie Peters

### Trama
Blair non riesce a credere che un suo caro amico abbia chiesto a Jo di uscire con lui, ignara delle sue vere intenzioni. Nel frattempo, la signora Garrett è ossessionata dal gioco dello Scarabeo.
- Guest star: Grant Wilson (Harrison Andrews).

## Tootie s'innamora
- Titolo originale: Who Am I?
- Diretto da: Lee Lochhead
- Scritto da: Linda Marsh e Margie Peters

### Trama
Tootie vuole conquistare un ragazzo afroamericano, intenzionato ad allontanarla dalle sue amiche perché bianche.
- Guest stars: Cheryl Epps (Terry), Shawntee Northcutte (Madge), Erik Moses (Fred), David Coburn (Carl), Tan Adams (Julia), Tim Clark (Ragazzo) e Gary Dubin (Ragazzo).

## La cugina Geri
- Titolo originale: Cousin Geri
- Diretto da: Asaad Kelada
- Scritto da: Ann Gibbs e Joel Kimmel

### Trama
La signora Garrett e le ragazze ricevono la visita di Geri, una cugina di Blair affetta da paralisi cerebrale. Blair è imbarazzata dalla sua presenza ma con l'aiuto della signora Garrett riuscirà finalmente a superare la gelosia che l'attanaglia.
- Guest stars: Geri Jewell (Geri Tyler) e Hugh Gillin (Howard).

## Il compleanno della signora Garrett
- Titolo originale: Shoplifting
- Diretto da: Lee Lochhead
- Scritto da: Sally Sussman

### Trama
Le ragazze vogliono comprare una camicia per regalarla alla signora Garrett ma, avendo perso la svendita, Jo decide di rubarla. La signora Garrett la restituisce per una taglia più piccola e scopre che è stata rubata.
- Guest stars: Dick O'Neill (Henry Douglas), Hazel Shermet (Commessa) e Brad Trumbull (Guardia).

## Matrimonio adolescenziale: Parte 1
- Titolo originale: Teenage Marriage: Part 1
- Diretto da: John Bowab
- Scritto da: Jerry Mayer

### Trama
Eddie, il fidanzato di Jo, arriva inaspettatamente a Eastland e sorprende la ragazza con una proposta di matrimonio.
- Guest stars: Clark Brandon (Eddie Brennan), Brian Fuld (Bink), Bella Bruck (Cameriera) e Mark Savalle (Cameriere).

## Matrimonio adolescenziale: Parte 2
- Titolo originale: Teenage Marriage: Part 2
- Diretto da: John Bowab
- Scritto da: Jerry Mayer

### Trama
La signora Garrett e Blair cercano di impedire che Jo si sposi e contattano sua madre.
- Guest stars: Clark Brandon (Eddie Brennan), Hugh Gillin (Howard) e Bill Dana (Signore).

## Falsi pettegolezzi
- Titolo originale: Gossip
- Diretto da: Lee Lochhead
- Scritto da: Paul L. Friedman e Gayle MacDonald

### Trama
L'indole pettegola di Tootie provoca un litigio tra Blair, Jo e Nancy, per arrivare quasi al licenziamento della signora Garrett.
- Guest stars: Felice Schacter (Nancy Olson), Julie Piekarski (Sue Ann Weaver), Julie Anne Haddock (Cindy Webster), Hugh Gillin (Howard) e Kenneth Mars (Signor Harris).

## Punto di rottura
- Titolo originale: Breaking Point
- Diretto da: John Bowab
- Scritto da: Linda Marsh e Margie Peters

### Trama
Cynthia, un'alunna di Eastland candidata alle elezioni del consiglio studentesco, si suicida perché i suoi genitori hanno divorziato. Le ragazze decidono di creare un numero verde per aiutare le persone che si trovano in difficoltà.
- Guest star: Denise Halma (Cynthia).

## Natalie sex symbol
- Titolo originale: Sex Symbol
- Diretto da: John Bowab
- Scritto da: Linda Marsh, Margie Peters, Ann Gibbs, Joel Kimmel e Sally Sussman

### Trama
Natalie studia con un ragazzo che ha conosciuto durante un ballo a scuola. Quando si diffonde la voce che i due fanno altro, la ragazza riceve una marea di corteggiamenti.
- Guest stars: Felice Schacter (Nancy Olson), Julie Piekarski (Sue Ann Weaver), Julie Anne Haddock (Cindy Webster), Dan Spector (Neil) e Holly Gagnier (Helen).

## Il padre di Jo
- Titolo originale: The Secret
- Diretto da: John Bowab
- Scritto da: Jerry Mayer e Robyn Knapton

### Trama
Jo ha vinto un premio e suo padre, prossimo alla scarcerazione, vuole assistere alla cerimonia. La ragazza, aiutata dalla signora Garrett e da Tootie, nasconde alle altre il passato del genitore.
- Guest star: Alex Rocco (Charlie Polniaczek).

## Comprato e venduto
- Titolo originale: Bought and Sold
- Diretto da: John Bowab
- Scritto da: Linda Marsh, Margie Peters, Susan Haven e Philip Ross

### Trama
Blair vende i prodotti cosmetici della Contessa Calvet e usa Natalie per farsi pubblicità.
- Guest stars: Todd Bridges (Willis Jackson) e Zsa Zsa Gabor (Contessa Calvet).

## Strane sessioni fotografiche
- Titolo originale: Pretty Babies
- Diretto da: Bob Claver
- Scritto da: Ann Gibbs e Joel Kimmel

### Trama
Un fotografo arriva a Eastland per trovare il nuovo volto degli anni Ottanta e sorprende tutte scegliendo Tootie. La signora Garrett e le ragazze, dopo che Tootie si è messa in viaggio per New York per il servizio fotografico, scoprono che bisognerà posare senza veli.
- Guest stars: Felice Schacter (Nancy Olson), John Mark Robinson (Jonathan Dutton) e Michelle Downey (Rena).

## Spirito libero
- Titolo originale: Free Spirit
- Diretto da: Bob Claver
- Scritto da: Ann Gibbs e Joel Kimmel

### Trama
Il figlio della signora Garrett, Alex, arriva a Eastland. Il ragazzo sostiene di conoscere diversi esponenti del mondo della musica e attira i sospetti di Blair e l'ammirazione di Natalie.
- Guest star: Tom Fitzsimmons (Alex Garrett).

## Brian e Sylvia
- Titolo originale: Brian and Sylvia
- Diretto da: John Bowab
- Scritto da: Jack Elinson

### Trama
Tootie e Natalie partono per Buffalo per visitare gli zii della Ramsey, Brian e Sylvia, lui bianco e lei nera. Sylvia ha ricevuto un'offerta di lavoro a New York City ma Brian non vuole traslocare.
- Guest stars: Thos Peterson (Larry Baker), Ron Sloan (Danny Robinson), Richard Dean Anderson (Brian), Rosanne Katon (Sylvia), Ja'net DuBois (Ethel), Anthony Holland (Ray), Dudley Knight (Giornalista) e Peter Barth (Direttore di scena).